# Liste der Wappen im Bezirk Rohrbach
Die Liste der Wappen im Bezirk Rohrbach zeigt die Wappen der Gemeinden im oberösterreichischen Bezirk Rohrbach.

## Wappen der Städte, Marktgemeinden und Gemeinden

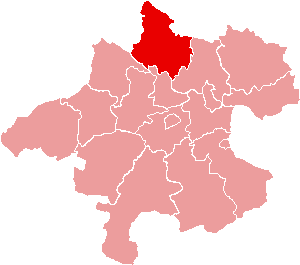
Lage in Oberösterreich
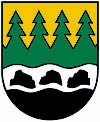
Afiesl
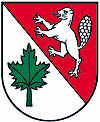
Ahorn
Aigen-Schlägl
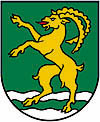
Altenfelden
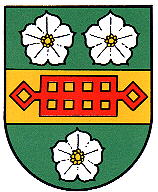
Arnreit
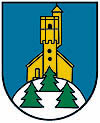
Atzesberg
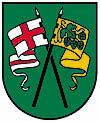
Auberg
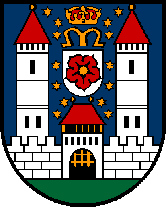
Haslach an der Mühl
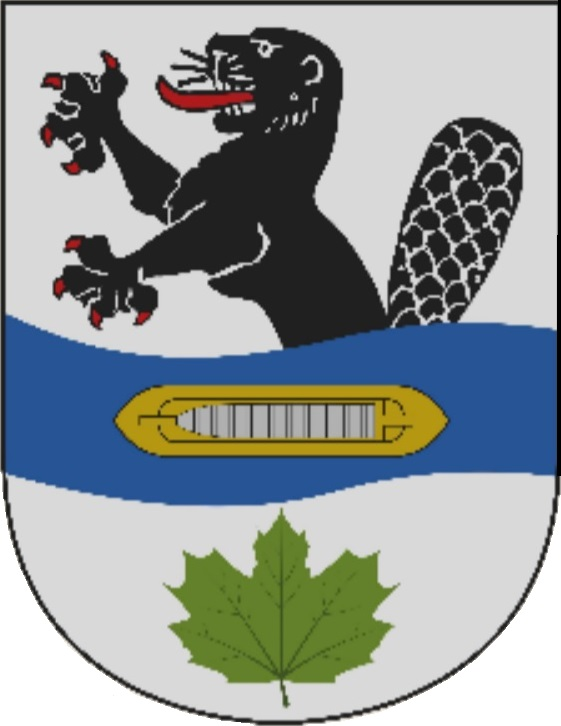
Helfenberg
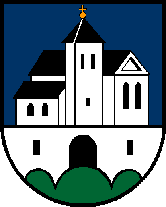
Hofkirchen im Mühlkreis
Hörbich
Julbach
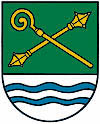
Kirchberg ob der Donau
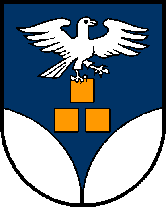
Klaffer am Hochficht
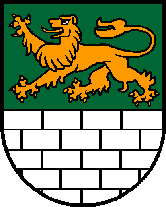
Kleinzell im Mühlkreis
Kollerschlag
Lembach im Mühlkreis
Lichtenau im Mühlkreis
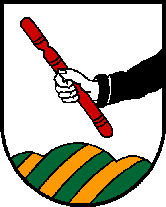
Nebelberg
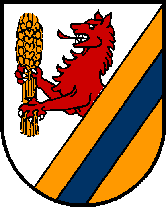
Neufelden
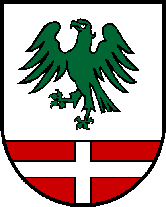
Neustift im Mühlkreis
Niederkappel
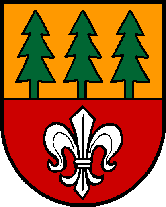
Niederwaldkirchen
Oberkappel
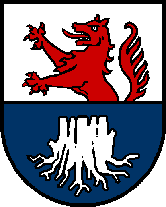
Oepping
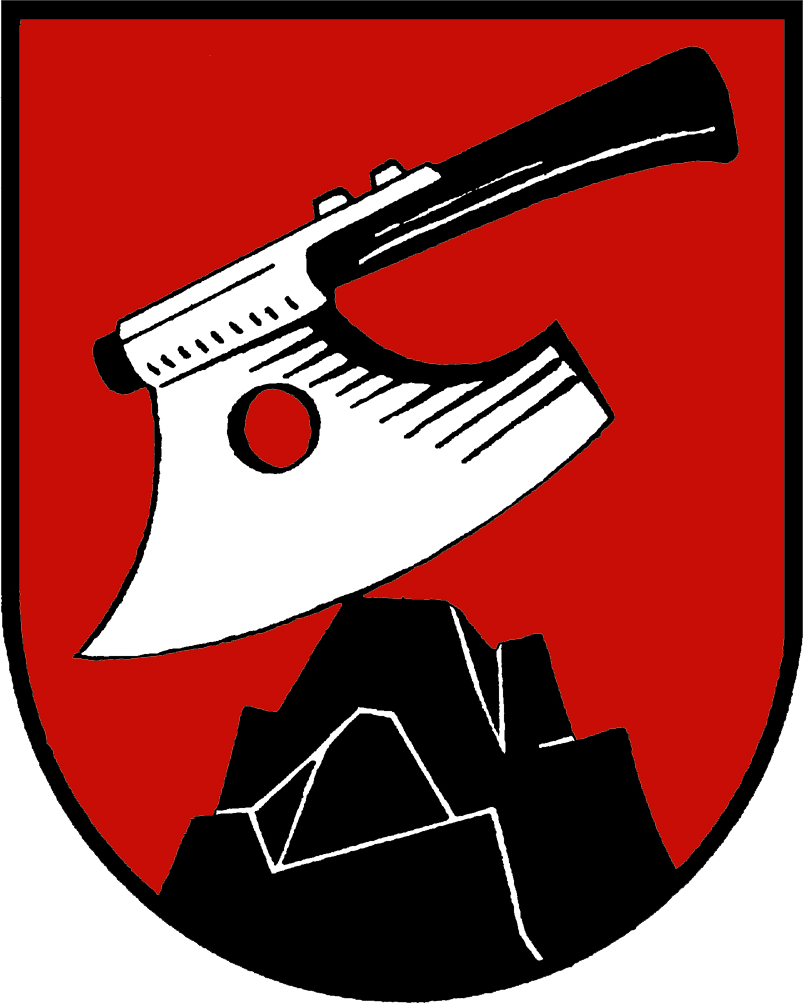
Peilstein im Mühlviertel
Pfarrkirchen im Mühlkreis
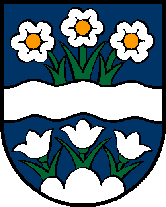
Putzleinsdorf
Rohrbach-Berg
Sarleinsbach
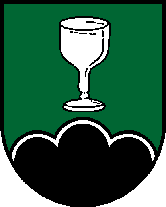
Schwarzenberg am Böhmerwald
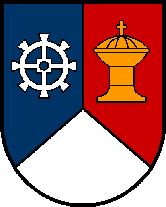
Sankt Johann am Wimberg
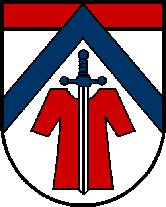
Sankt Martin im Mühlkreis
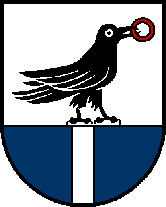
Sankt Oswald bei Haslach
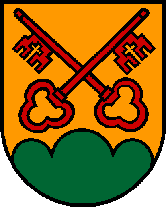
Sankt Peter am Wimberg
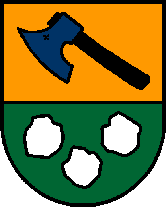
Sankt Stefan am Walde
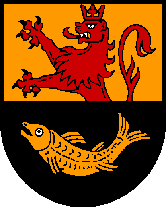
Sankt Ulrich im Mühlkreis
Sankt Veit im Mühlkreis
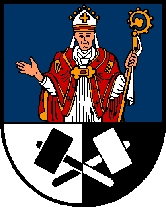
Ulrichsberg